# Non, je ne regrette rien

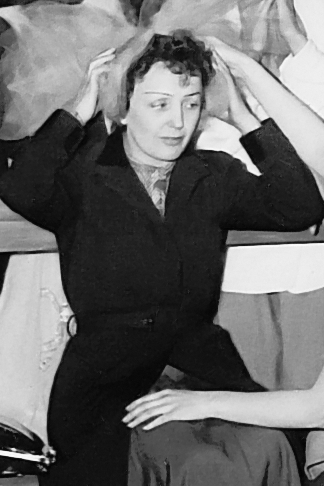
Édith Piaf.

"Non, je ne regrette rien" ("No, no em penedeixo de res"), és una cançó francesa composta l'any 1956, reconeguda per la interpretació que en feu la cantant francesa Édith Piaf el 10 de novembre de 1960. La lletra va ser escrita per Michel Vaucaire, i la música per Charles Dumont.
Piaf va dedicar la cançó a la Legió Estrangera. En el moment de la gravació, França estava immersa en la Guerra d'Algèria (1956-1962), i la legió va donar suport a un Cop d'Estat contra el govern civil d'Algèria imposat per De Gaulle. La Legió Estrangera va adoptar la cançó quan la seva resistència va defallir l'abril de 1961. Els comandaments del regiment van ser arrestats i jutjats, però la resta dels oficials, i legionaris van ser assignats a altres formacions de la Legió Estrangera. Els legionaris van sortir de les seves barraques cantant la cançó, que ha esdevingut un símbol de la Legió Estrangera i s'entona durant les desfilades.

## Interpretacions
La cançó va ser interpretada posteriorment per diversos artistes i ha estat utilitzada per Bad Boys Blue, Johnny Hallyday, Tina Arena, Isabelle Boulay, Dalida (en italià i en castellà), Raphael, Estela Raval, Vicky Leandros (en alemany), Les Garçons Bouchers, Garou, Patricia Kaas, Mireille Mathieu, Marc Lavoine, Nicole Martin, Amy Diamond, el grup de reggae francès Danakil, la seva gira de 2009, Julie Pietri, Candan Erçetin, Elena Roger, Rammstein, Marie-Chantal Toupin, In-Grid, Natasha Saint-Pier, Cássia Eller, Javiera Mena, entre d'altres. Va ser la peça de tancament de la pel·lícula biogràfica sobre Piaf, "La vida en rosa" protagonitzada per Marion Cotillard i que li va valer l'Oscar a la millor actuació femenina l'any 2007. Forma part important de la pel·lícula “Inception” de Christopher Nolan ja que, a banda de sonar repetides vegades, gran part de la seva banda sonora s'inspira en una versió lenta i modificada per Hans Zimmer. També és interpretada per Madame Dubois a Madagascar 3: Europe's Most Wanted, pel·lícula estrenada el 2012. A més va ser interpretada per la model colombiana Bianca Arango durant la seva presentació a Tu cara me suena (Colòmbia).